# Bembidion adowanum
Bembidion adowanum es una especie de escarabajo del género Bembidion, categorizada en la tribu Bembidiini, de la subfamilia Trechinae.

## Distribución
Se distribuye por Eritrea, Etiopía y Yemen.

## Taxonomía
Fue descrita por Chaudoir en 1876.